# Согласованность в конечном счёте
Согласованность в конечном счёте (англ. eventual consistency) — одна из моделей согласованности, используемая в распределённых системах для достижения высокой доступности, в рамках которой гарантируется, что в отсутствии изменений данных, через какой-то промежуток времени после последнего обновления («в конечном счёте») все запросы будут возвращать последнее обновлённое значение.
Пример согласованной в конечном счёте системы — DNS: обновлённая DNS-запись распространяется в соответствии с настройками интервалов кэширования серверов и, хоть и не моментально, но в конечном счёте все клиенты увидят обновление.
Простыми словами — изменения применяются гарантированно, но с возможной задержкой (асинхронно).